# نهر ليتل كولورادو
نهر ليتل كولورادو (بالإنجليزية: Little Colorado River) هو أحد روافد نهر كولورادو في ولاية أريزونا الأمريكية، حيث يوفر الصرف الرئيسي من منطقة الصحراء المرسومة. إلى جانب روافده الرئيسية، نهر بويركو، يستنزف مساحة تبلغ حوالي 26500 ميل مربع (69000 كم 2) في شرق أريزونا وغرب نيو مكسيكو. على الرغم من أنه يمتد لمسافة 340 ميل تقريبًا (550 كم)،  إلا أن منابع المياه والصخور المنخفضة تصل إلى التدفق على مدار السنة. بين نهر سانت جونز وكاميرون، يكون معظم النهر عبارة عن غسل واسع مضفر، يحتوي فقط على مياه بعد ذوبان ثلوج غزيرة أو فيضان مفاجئ.
يُعرف أقل 57.2 ميلًا (92.1 كم) باسم مضيق نهر كولورادو الصغير ويشكل واحدة من أكبر أذرع غراند كانيون، على عمق أكثر من 3,000 قدم (910 م) حيث ينضم إلى كولورادو بالقرب من ديزيرت فيو في متنزه غراند كانيون الوطني.